# 卡西欧9850图形编程计算器
卡西欧9850图形编程计算器系列在1999年至2008年间生产，这个系列是FX-9750G系列的高阶版本，大部分机型拥有光学液晶彩色显示屏（能显示橙色，绿色和蓝色）。

## 机型

### CFX-9850G
CFX-9850G于1996年发布，是卡西欧9850计算器系列的第一款产品，让人引人注目的是它带有一个与卡西欧 CFX-9800G类似的彩色液晶显示屏（这种屏幕的实质是灰阶显示器，通过特殊的光学滤片使其看起来像是彩色的）。和9850G相同的机型是9930GT。
| 计算机代数系统 | 内存 | 金融 | 内置程序库 | Autodim |
| -------------- | ---- | ---- | ---------- | ------- |
| 否             | 32KB | 否   | 否         | 否      |

### CFX-9850G Plus
CFX-9850G Plus最早于1997年发布，当时的机身颜色为黑色，较CFX-9850G增加了金融功能，同时带有了Autodim。在2004年，白色版本的CFX-9850G Plus被发布，值得注意的是这个型号将内存扩大至64KB。与CFX-9850G Plus相同的机型是9940GT。
| 计算机代数系统 | 内存 | 金融 | 内置程序库 | Autodim |
| -------------- | ---- | ---- | ---------- | ------- |
| 否             | 32KB | 是   | 否         | 是      |

| 计算机代数系统 | 内存 | 金融 | 内置程序库 | Autodim |
| -------------- | ---- | ---- | ---------- | ------- |
| 否             | 64KB | 是   | 否         | 是      |

### CFX-9850Ga Plus
CFX-9850Ga Plus于1997年发布，拥有的功能和CFX-9850G Plus黑色版本相同。
| 计算机代数系统 | 内存 | 金融 | 内置程序库 | Autodim |
| -------------- | ---- | ---- | ---------- | ------- |
| 否             | 32KB | 是   | 否         | 是      |

### CFX-9850Gb Plus
CFX-9850Gb Plus最早于1998年被发布，和CFX-9850G Plus类似，早期只有黑色机身版本，而后于2002年发布了白色机身的版本，但是并没有改进功能。有趣的是，CFX-9850Gb Plus内建了一个程序库，使用者可以将这些程序导入至编程功能中使用。
| 计算机代数系统 | 内存 | 金融 | 内置程序库 | Autodim |
| -------------- | ---- | ---- | ---------- | ------- |
| 否             | 32KB | 是   | 是         | 是      |

### CFX-9850Gc Plus
CFX-9850Gc Plus与2004年发布，是9850系列的最后一款机型，它相较于前代产品的区别仅仅是拥有64KB内存。
| 计算机代数系统 | 内存 | 金融 | 内置程序库 | Autodim |
| -------------- | ---- | ---- | ---------- | ------- |
| 否             | 64KB | 是   | 否         | 是      |

## 系列参数

### 电源
卡西欧9850计算器系列使用四节AAA型电池和一枚CR2032纽扣电池，其中纽扣电池用来保持数据备份。系列所有型号功耗皆为0.06W

### 连接
卡西欧9850计算器系列没有USB接口，其使用随机附送的卡西欧SB-62双机互连线沟通，可以互相导入数据与程序。通过这个接口，可以与德州仪器EA-100系列数据采集器系列相连接，采集类似于光照强度、温度、力、电压、PH值等数据并快速作图，亦可以和卡西欧标签打印机连接。

### CPU
卡西欧9850计算器系列使用了来自日立为卡西欧定制的HCD62121处理器（测量方法使用了BogoMips，得分是0.000027，从而推测）。